# Chapelle Saint-Yves de Bubry
La chapelle Saint-Yves est située  au lieu-dit « Saint-Yves », dans la commune de Bubry, dans le Morbihan.

## Historique
Le lieu-dit doit son nom à la présence de la chapelle dédiée à saint Yves et qui fait l’objet d’une inscription au titre des monuments historiques depuis le 12 mai 1925.

### Sa construction

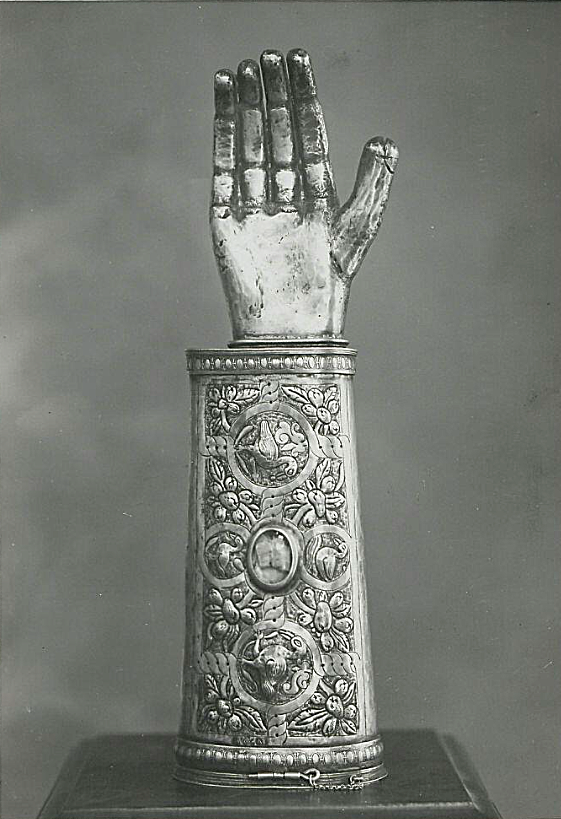
Le bras-reliquaire de saint Yves.

La chapelle construite en 1589 agrandit un modeste édifice roman construit probablement de la seconde moitié du XIVe siècle et qui aurait, selon la tradition, été construite par une famille qui comptait saint Yves parmi ses membres. Dès le XVe siècle est attesté le culte de l'avocat des pauvres et de Saint-Yves-de-Vérité, remplaçant un obscur saint breton Moam, si bien que le lieu devient le centre d'un pèlerinage presque aussi suivi que celui de Tréguier : en 1627. la chapelle compte cinq autels en pierre de taille et quatre chapelains y sont affectés. Elle abrite un bras-reliquaire de saint Yves. De vermeil et d'argent, ce reliquaire de 42 cm de hauteur est réalisé en 1615 par Alain Trocher, orfèvre de Morlaix, pour protéger un ossement du bras du saint authentifié par un acte du 15 mai de la même année. Son âme sculptée dans du bois est recouverte d'un décor en repoussé ciselé : quatre médaillons représentent des canards sur fond de feuilles et de fruits. Au centre est aménagée une fenêtre vitrée ronde qui permet d'apercevoir la relique. Une goupille, maintenue par une chaînette, ferme le reliquaire à la partie inférieure. Ce reliquaire est porté en procession le quatrième dimanche de mai, jour du pardon, le cortège s'achevant par un « tantad », feu de joie purificateur et prophylactique, suivi par un repas « rost er forn » (rôti au four) et un concours de sonneurs. Le lustre en bronze suspendu à la voûte date de 1616,.

### Temps modernes
Un article présente de manière détaillée l'histoire et la gestion de la chapelle Saint-Yves sous l'Ancien Régime.

### La chapelle pendant la Révolution française
La chapelle Saint-Yves, « située en pleine campagne, desservie par des chemins quasi-impraticables et connus des seuls usagers (...) devint le rendez-vous des prêtres [ réfractaires ] de Bubry, de Quistinic, de Lanvaudan, d'Inguiniel. On continuera d'y célébrer la messe les dimanches et jours de fête et, à l'occasion des grandes solennités, des foules nombreuses venaient accomplir leurs devoirs religieux ». Dans la nuit du 9 décembre 1793 l'un des chapelains de Saint-Yves, Olivier le Fellic, ainsi que Benjamin Videlo (lequel parvint peu après à s'enfuir), sont arrêtés par une troupe de 50 hommes venue d'Hennebont ; condamné à mort par le tribunal criminel de Lorient, Olivier Le Fellic est conduit le jour même à l'échafaud le 11 décembre 1793 ; Jean Le Goff, l'autre chapelain, dénoncé par des « patriotes », fut arrêté à son tour le 22 octobre 1794, conduit à son tour devant le tribunal criminel de Lorient et guillotiné le 28 octobre 1794. L'administration du district se félicita, dans une lettre envoyée au Comité de salut public : « Nous sommes parvenus à arrêter un prêtre réfractaire, nommé Le Goff qui, depuis 1789, ne cesse d'avoir desintellifences avec les chefs des brigands [ chouans ] et de prêcher la contre-révolution dans les campagnes. Le gaive de la loi en a fait justice ».

### La chapelle, église paroissiale
La chapelle est érigée en église paroissiale en 1923.
Un cimetière l'avoisine, dans lequel se trouve notamment la tombe du général Joseph Fraboulet de Kerléadec.

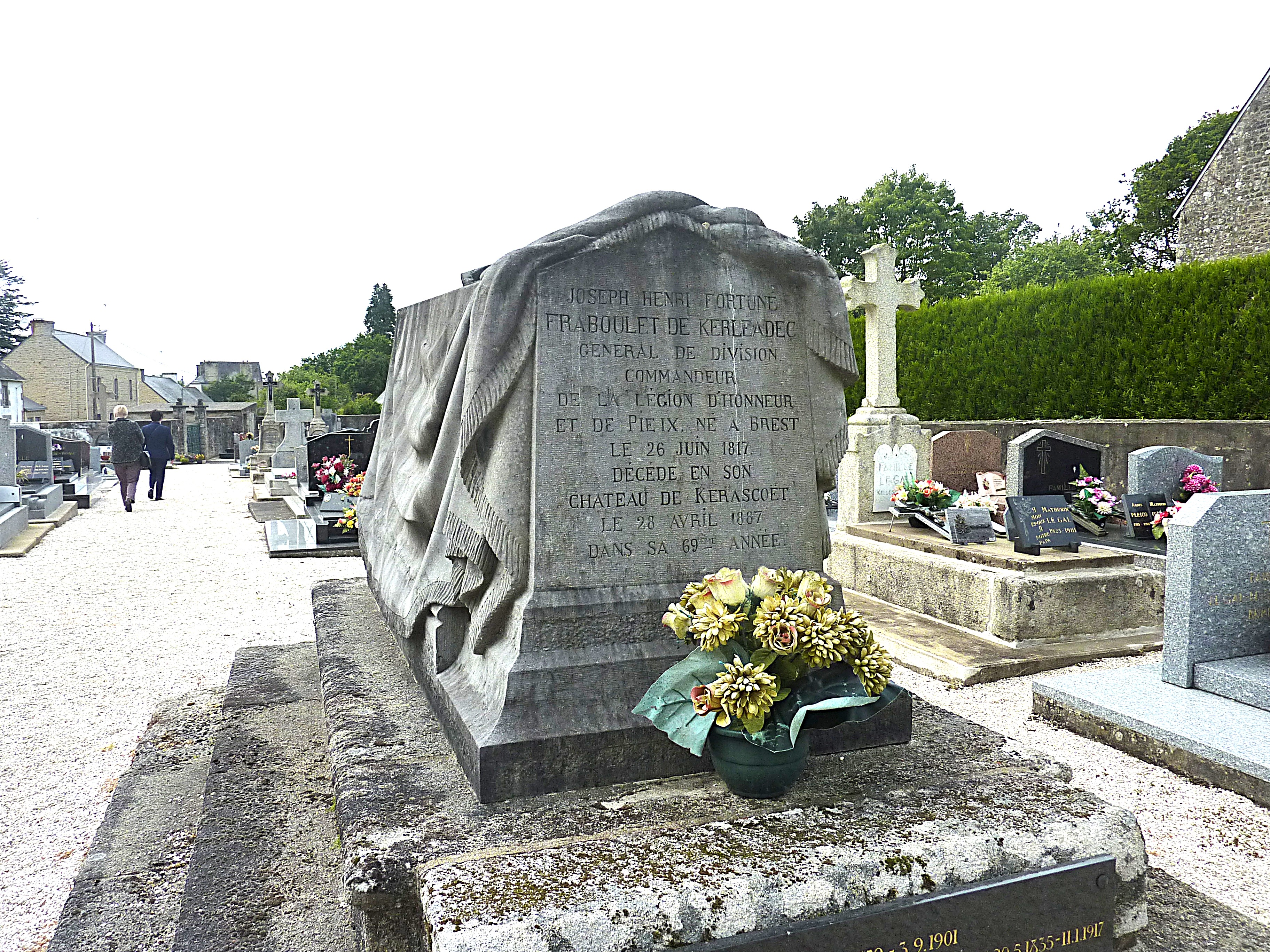
La tombe du général Joseph Fraboulet de Kerléadec dans le cimetière de la chapelle Saint-Yves de Bubry.

En 1943 le pardon de Saint-Yves de Bubry est ainsi décrit :
« Le pardon de Saint-Yves, la seule chapelle du diocèse de Vannes dédiée au patron de la Bretagne, où viennent en pèlerinage les gens du Trégor, qui possèdent cependant à Tréguier le tombeau du saint. Mais chez eux on honore saint Yves tout court, tandis qu'à Saint-Yves de Bubry, c'est le saint de vérité (Saint-Yves-de-Vérité) que l'on invoque, surtout s'il s'agit de procès d'argent pendants en justice ».

## Architecture
Le plan de la chapelle Saint-Yves est une croix latine dont le chœur est polygonal et le chevet à noues multiples de type Beaumanoir. La chapelle fait 37 mètres de longueur et le clocher-porche 33 mètres de haut.

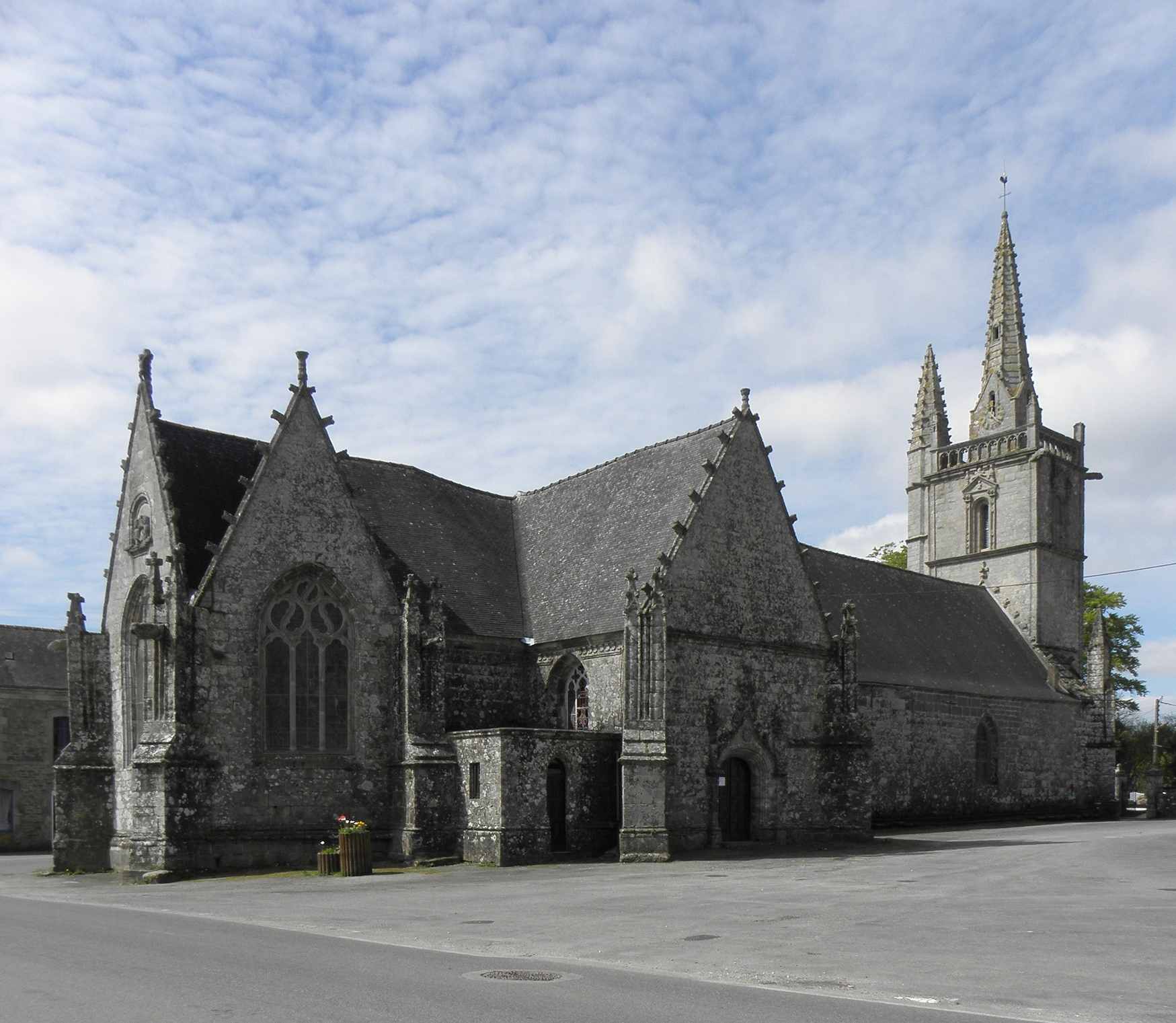
Vue extérieure d'ensemble.
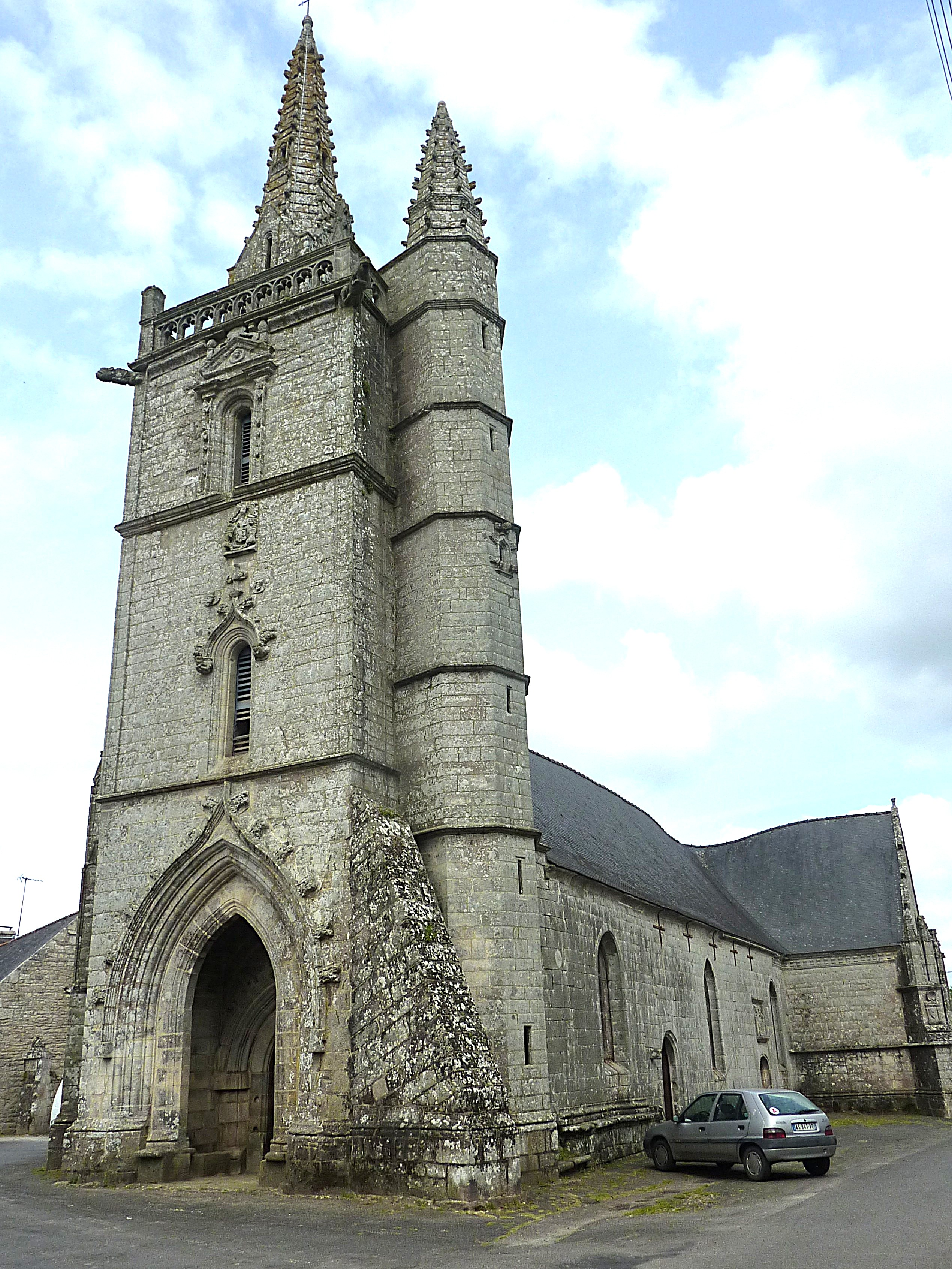
La façade et le clocher.
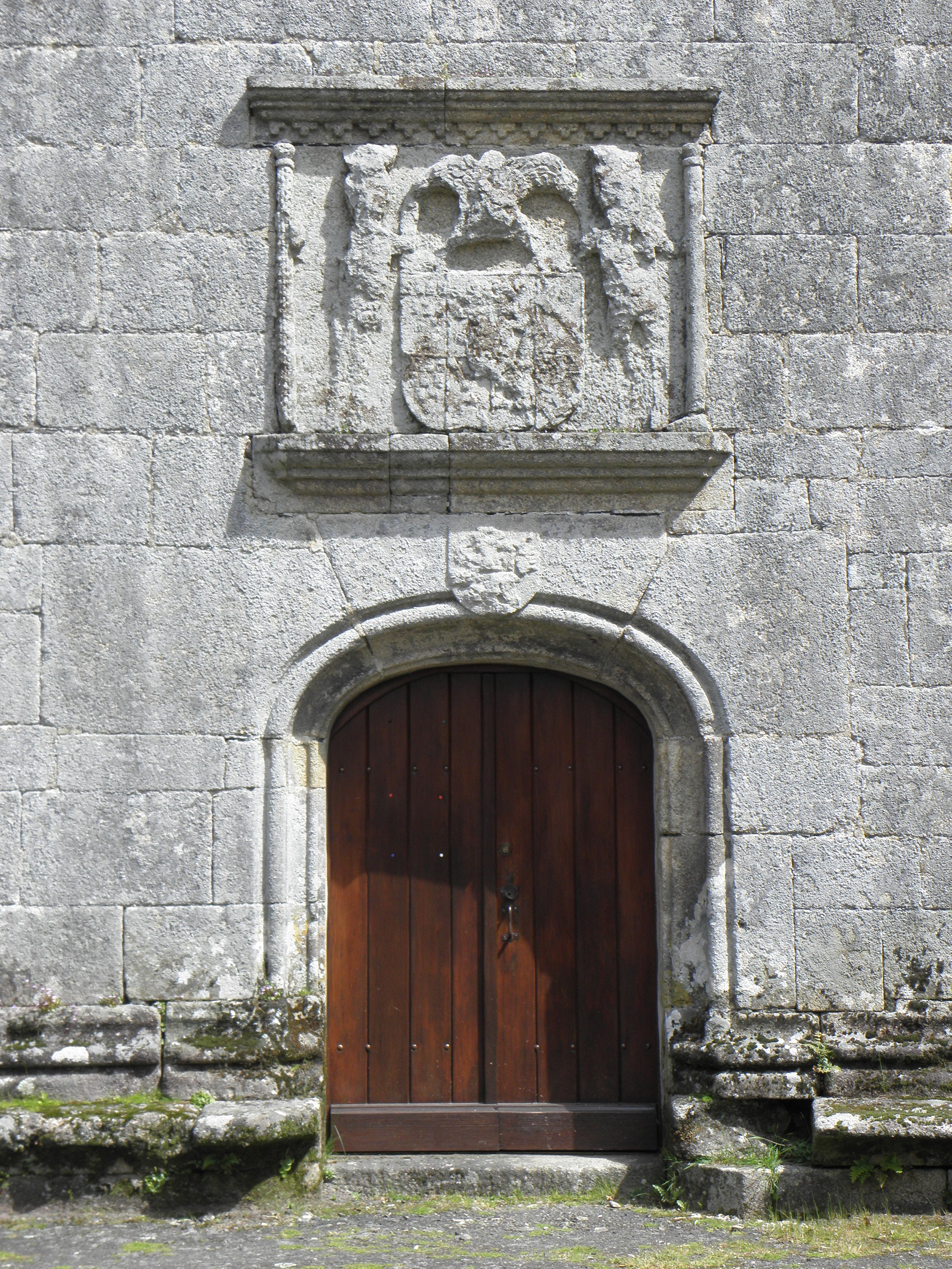
Porte de la costale sud de la nef.
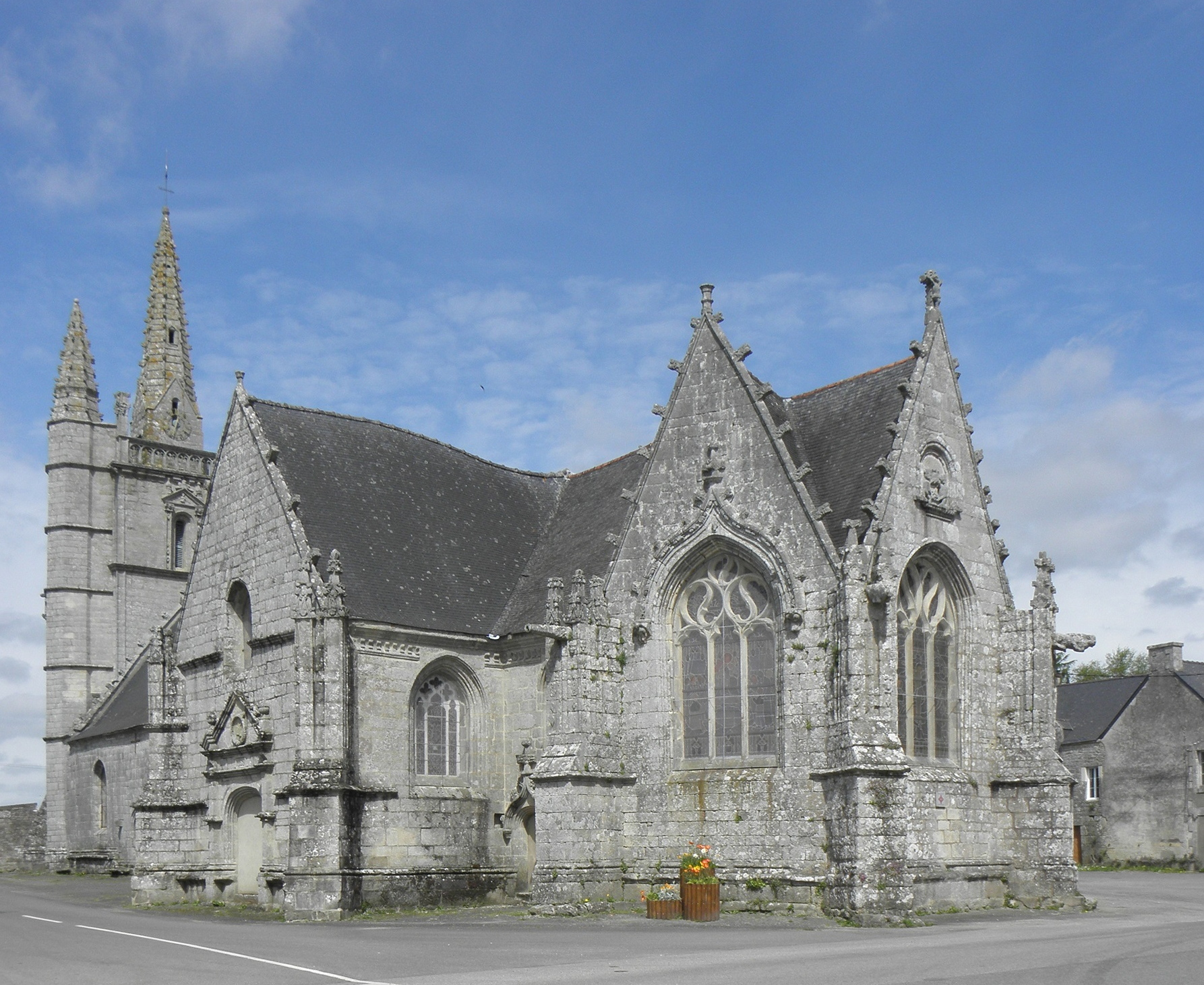
Clocher-porche, croisillon sud et chevet.
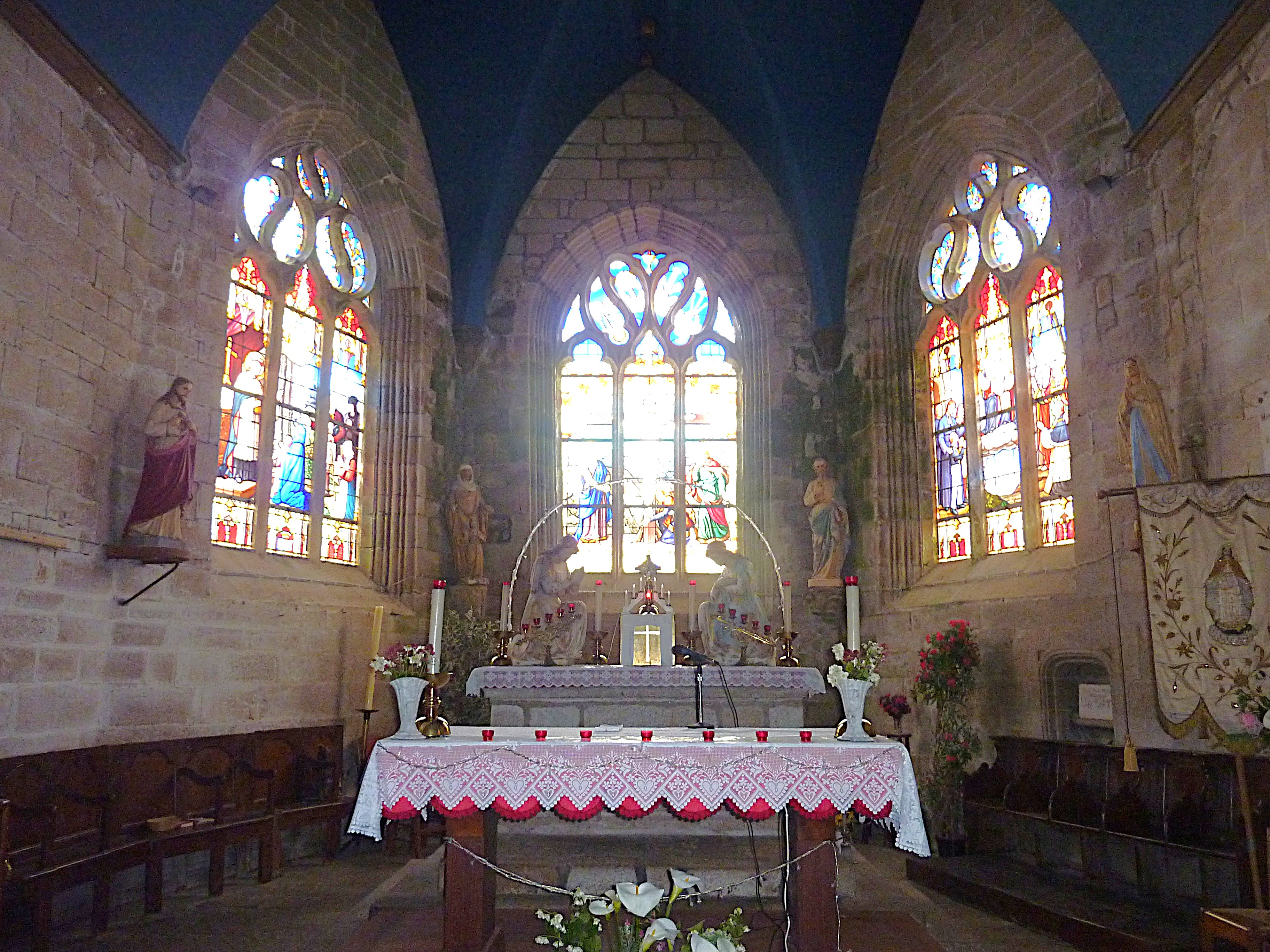
Le chœur.
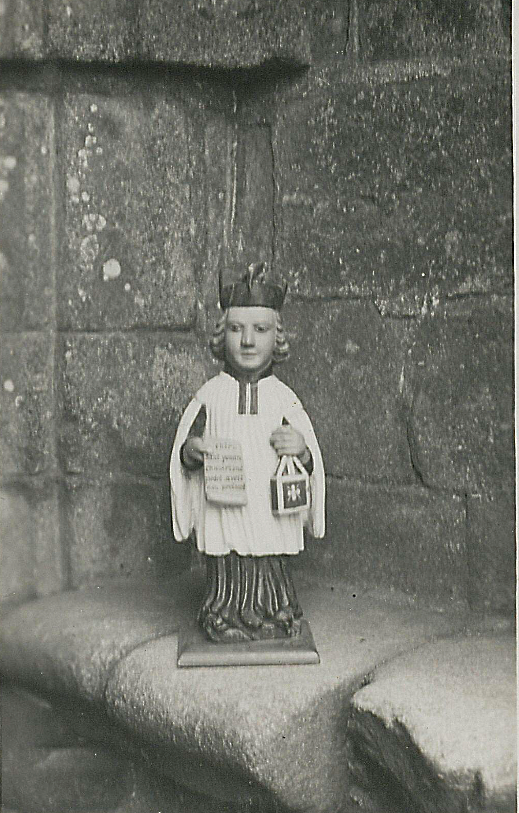
Statue de saint Yves.
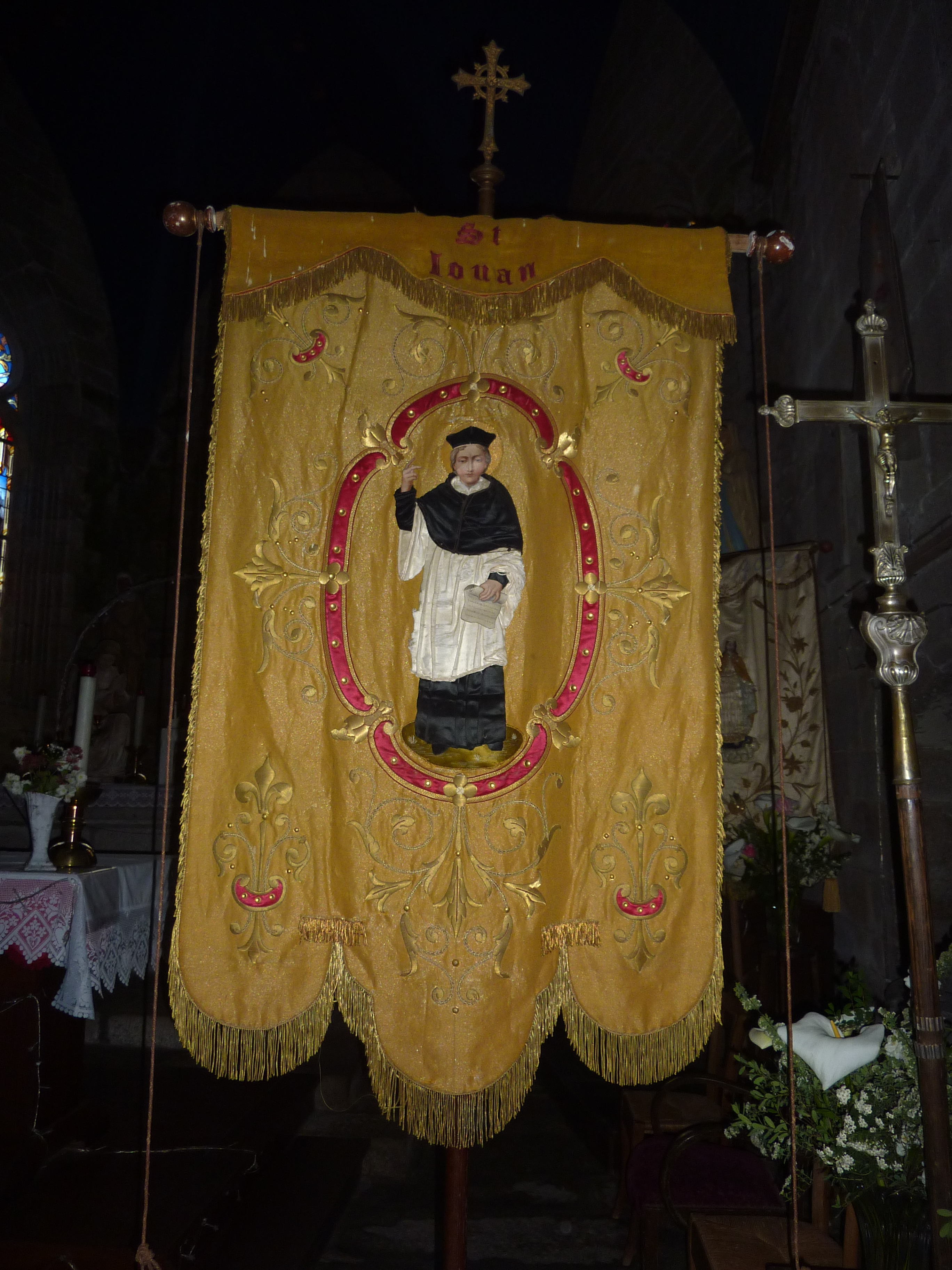
Bannière de procession de saint Yves (en breton Erwan est assimilé à saint Yves).
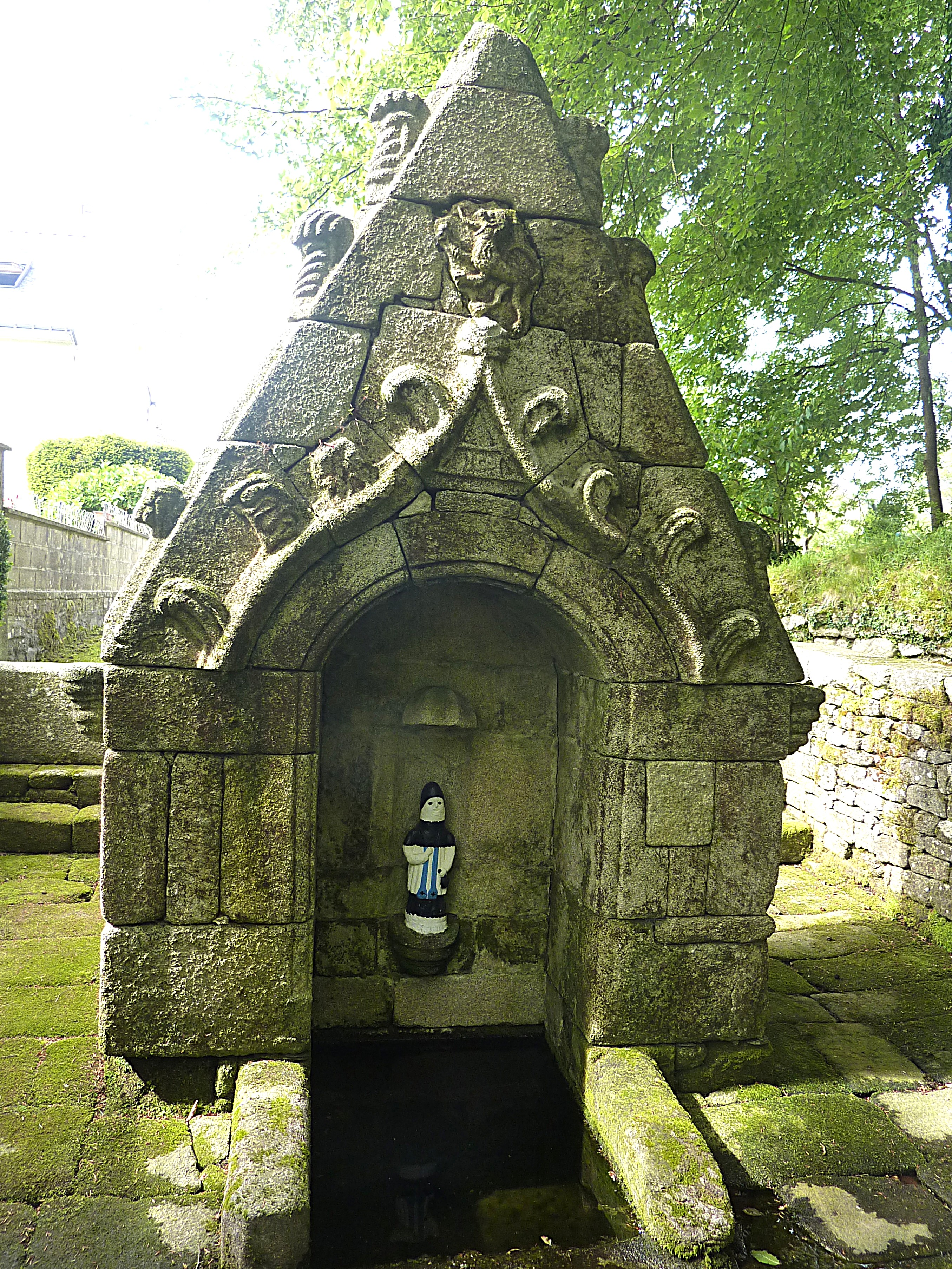
La fontaine de dévotion proche de la chapelle.
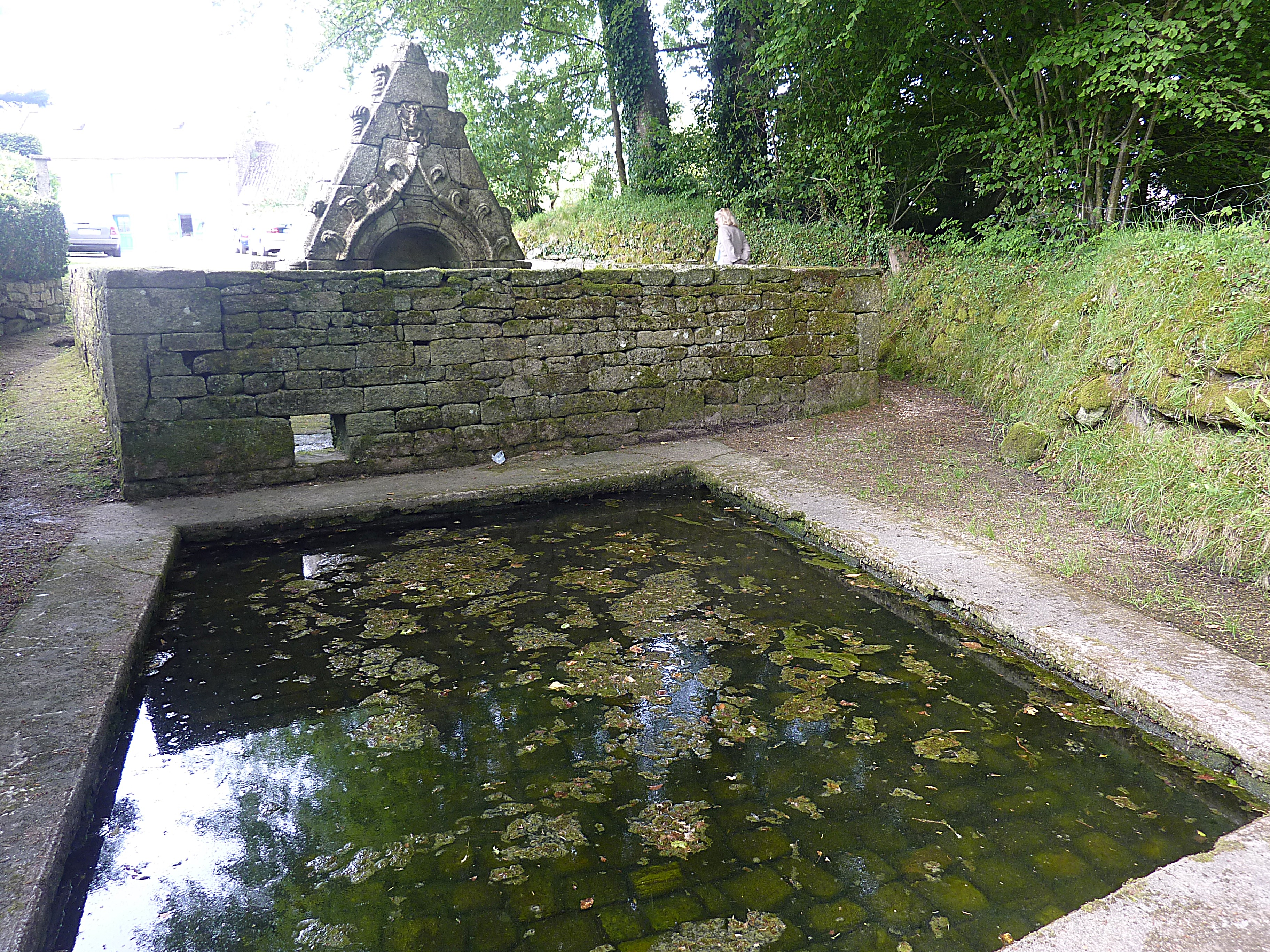
Le lavoir proche de la fontaine de dévotion.